# Bertiera loraria
Bertiera loraria är en måreväxtart som beskrevs av Nicolas Hallé. Bertiera loraria ingår i släktet Bertiera och familjen måreväxter. Inga underarter finns listade i Catalogue of Life.